# Mystrium stadelmanni
Mystrium stadelmanni is een mierensoort uit de onderfamilie van de Amblyoponinae. De wetenschappelijke naam van de soort is voor het eerst geldig gepubliceerd in 1895 door Forel.